# Charlotte Chappuis
Charlotte Chappuis, född 1795, död 1880, var en fransk bonapartist. Hon var utomäktenskaplig dotter till Napoleon I och Antoinette Cattin..
Charlotte Chappuis' mor var prostituerad när hon blev gravid med sin kund Napoleon Bonaparte. Hennes mor gifte sig med Georges Chappuis, vars namn hon fick. Hon utbildade sig i flickskola i Paris. Hennes mor avslöjade vem hennes far var år 1807, och hon försökte sedan i flera år förgäves få kontakt med sin far. Hon drev en flickskola när hon 1815 arresterades för bonapartistiska aktiviteter och fängslades, då hon var en populär aktivist. 
Hon gifte sig 1817 med brukspatronen Jacob Muller och levde sedan i Champagnole. 